# Rue de Narbonne
La rue de Narbonne est une rue du 7e arrondissement de Paris, dans le quartier Saint-Thomas d'Aquin. 

## Situation et accès
Elle commence en face du 4, rue de La Planche et finit en impasse. C'est une très petite rue de seulement 27 mètres de long. Elle ne compte que deux numéros.
Le quartier est desservi par les lignes 10 et 12 à la station Sèvres - Babylone.

## Origine du nom
Son nom provient de l'ancien hôtel de Narbonne-Pelet à l'emplacement duquel elle a été ouverte.

## Historique
Cette voie en impasse est ouverte sous sa dénomination en 1883 et est classée dans la voirie parisienne par un arrêté du 20 août 1959.

## Bâtiments remarquables et lieux de mémoire
- No 2 : l'officier Gabriel Brunet de Sairigné (1913-1948) y est né ; une plaque lui rend hommage.

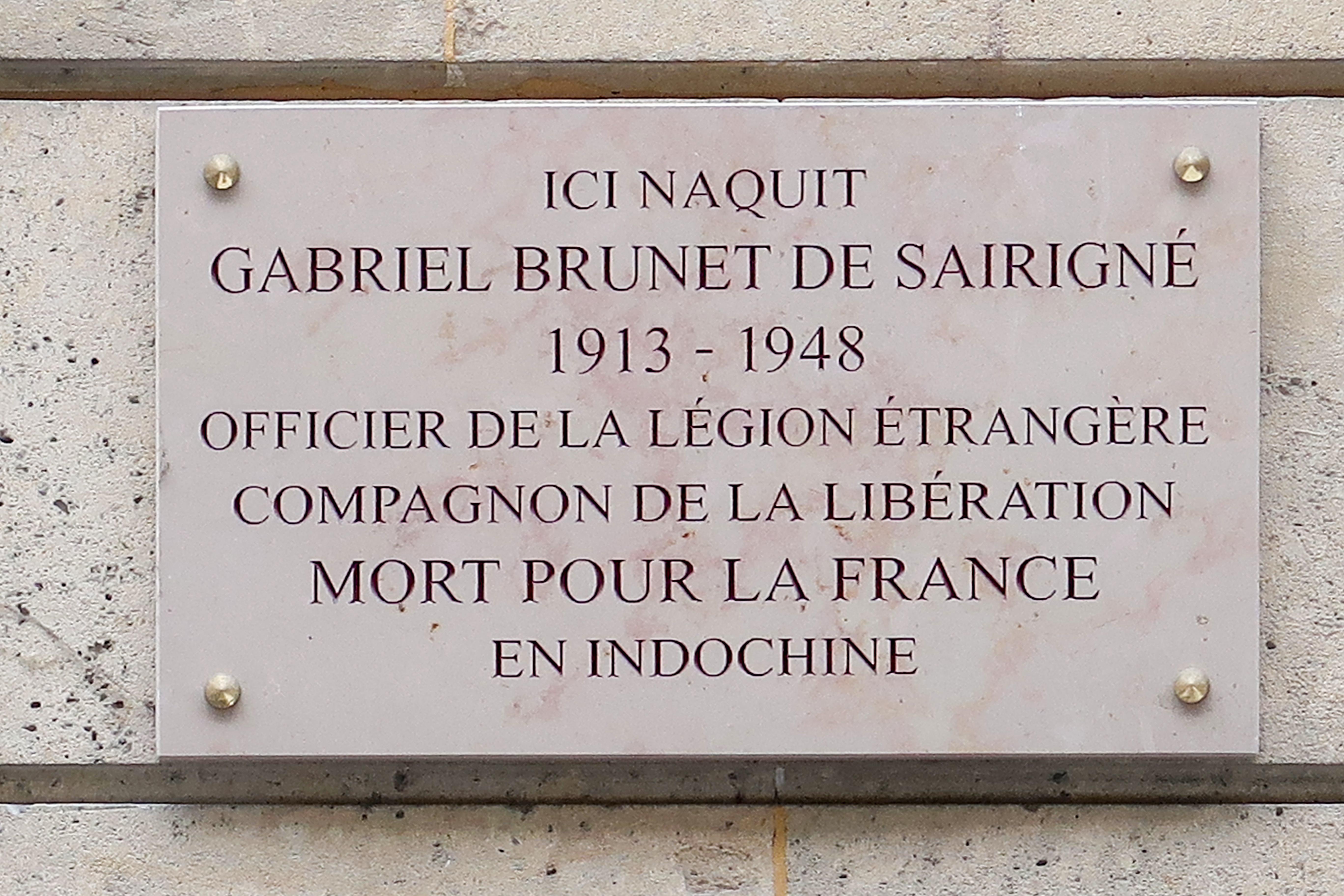